# 新开门站
新开门站位于中华人民共和国陕西省西安市雁塔区寒窑路与芙蓉东路、曲江池南路交叉口，是西安地铁8号线的地铁车站。

## 车站结构
新开门站为地下三层岛式车站，采用明挖顺作法施工，车站长度192.28米，标准段车站宽度23米，底板埋深约26.14米。
| 地面              | 出入口 | A、C、D出入口                                                                                   |
| 地下二层          | 站厅   | 智能客服中心、自动售票机、长安通自助机                                                          |
| 地下三层          | 站台   | \| \| \| █ 8号线内环（寒窑） \| \| 島式 · 開左邊车门 \| \| \| \| \| \| █ 8号线外环（缪家寨） \| |
|                   |        | █ 8号线内环（寒窑）                                                                             |
| 島式 · 開左邊车门 |        |                                                                                                 |
|                   |        | █ 8号线外环（缪家寨）                                                                           |

## 公共艺术
本站是8号线29座标准站之一，所处的南段以“夏之红”为装潢主题色。

## 出入口
本站设有3个出入口。
|            |                                          |      |
| 编号       | 指示                                     | 图片 |
| A          | 寒窑路（北）、芙蓉东路（西）、新开门南路 |      |
| C          | 曲江池南路（西）、寒窑路（南）           |      |
| D          | 芙蓉东路（东）、寒窑路（北）             |      |
| 无障碍电梯 |                                          |      |

## 历史
在初版三期规划中，8号线曲江池西站—缪家寨站间只设有一站寒窑路站，大致位于新开门南路与寒窑路交叉口，沿新开门南路南北向布置；等到三期规划正式获批时，线形修改为寒窑路东西向布置，站名也调整为寒窑站。规划环评中，线位又修改为沿雁南四路、曲江池南路、新开门南路、曲江池北路、南三环行走，绕曲江池而行，同时车站也拆分为两座，而位于曲江池北路、曲江路、南三环交叉口西南角的曲江大道站可视作本站的前身之一；最后在8号线二次环评报告中，线位又被修改为今日的走向，本站站位确定。
本站在建设时称作芙蓉东路站，第一次站名公示保持不变，第二次公示修改为新开门南，最终则定名为新开门站，取自唐长安城新开门。新开门是在唐开元年间，唐玄宗为了方便和杨贵妃前往曲江游览，下令修建了御用的夹城，并在长安城城墙新增加了一个便门——“新开门”，它是通往曲江的夹城的出口。
- 2022年5月30日，车站封顶[1]。
- 2024年12月26日，车站随8号线通车启用[10]。